# Karel Kožíšek (malíř)
Karel Kožíšek (8. ledna 1921, Brno – 20. července 1995) byl český akademický malíř, grafik a ilustrátor. Veřejnosti byl tento brněnský umělec znám spíše jako lidový léčitel, senzibil, diagnostik pomocí automatické kresby a parapsycholog.

## Životopis

### Studia a druhá světová válka
Karel Kožíšek se narodil v Brně jako jediný potomek svých rodičů. Oba jeho rodiče byli věřící (římskokatolická církev), ale rovněž se zajímali o témata spojená s okultismem, který také praktikovali (výklad karet, spiritismus). Po absolvování studia na Státní textilní průmyslové škole v Brně (studoval zde na přání svého otce) působil jako obchodní zástupce (prodavač textilií) a často cestoval. V době protektorátu pracoval jako zaměstnanec pojišťovny. Zdravotní problémy, kterými tehdy trpěl, jej paradoxně uchránily před totálním nasazením (tj. nucenými pracemi ve prospěch „Říše“, většinou v Německu).

### Cesta k výtvarnému umění
Jako student střední školy získal Karel Kožíšek základní malířské vzdělání. V Brně jako žák svého strýce – českého akademického malíře profesora Františka Myslivce – zvládl všechny tehdy používané malířské techniky (např. pastelové kresby či temperové nebo olejové malby, obrazy ze sádry, kombinované techniky malby, ikony jako kombinace malby a prvků bižuterie) a to v nejrůznějších formátech (od rozměrných olejomaleb až po miniaturní kresby). Karel Kožíšek začal malovat asi ve třiceti letech. Veřejnosti byl později znám především krajinomalbami (často s rybářskou tematikou), zátišími v různých variacích, pastely s abstraktními náměty atd.
Uměl jsem totiž to, co každý obyčejný talentovaný malíř, který namaluje dvě stě obrázků, všechny v jednom tónu, samé obměny, cesta doprava, cesta doleva. To mě ale nikdy neuspokojovalo. Nechtěl jsem stát v řadě a souhlasně kývat hlavou. Z toho důvodu jsem nechal i hudby, o kterou jsem se zajímal ještě před malováním.
Karel Kožíšek
Kromě talentu výtvarného byl Karel Kožíšek obdařen i talentem hudebním a jako kytarista měl za sebou i řadu vystoupení.
Hrál jsem ovšem klasickou hudbu, ale to dělal tehdy kde kdo. A mnohem lépe. Na skládání vlastních, všemu se vymykajících skladeb jsem neměl, a jak už jsem řekl, stát v řadě jsem nechtěl a ani neuměl. Tenhle můj povahový rys mi způsobil v životě mnoho a mnoho problémů. Je to takové moje prokletí, kterému ovšem vděčím za to, co dnes vím a dělám.
Karel Kožíšek
Výtvarné a hudební nadání Karla Kožíška jakož i jeho senzibilita jej vedla k zajímavému srovnání jinakosti vnímání muziky, energie a obrazů:
Stejně tak, jako někdo nemá hudební sluch a neslyší falešné tóny, tak jsou i lidé, kteří necítí energii. Nejsou senzibilní, to znamená, že nemají schopnost citlivě reagovat na různé mimosmyslové podněty. Setkávám se s tím stále. Na mých výstavách se často najdou lidé, kterými moje obrazy hluboce otřesou, podnítí je ke změně osobnosti, či upraví jejich zdravotní stav.
Karel Kožíšek

### Manželství, srpnová okupace a normalizace
Z manželství, které uzavřel, vzešly dvě dcery. První se nedožila ani dvou měsíců. Druhou dceru stihla ve dvanácti letech mozková příhoda, po níž zůstala ochrnuta na polovinu těla. V období „tuhého socialismu“ působil nějakou dobu jako obyčejný prodavač, ale po čase se z této pozice vypracoval na znalce textilního zboží. Svoji senzitivitu si prvně uvědomil při své práci, když odhadoval zabavené věci a vnímal z nich prýštící zvláštní energie, které (jak později zjistil) patřily jejich původním majitelům. Jeho pracovní postavení se zhoršilo po srpnové okupaci Československa v roce 1968, kdy se navíc potýkal nejen s existenčními problémy, ale i s problémy rodinnými (špatný zdravotní stav dcery). Jednou z forem Kožíškova mentálního „úniku“ mimo realitu bylo malířství, druhou se pak stala psychotronika.

### Psychotronika a automatická kresba
S psychotronikou se Karel Kožíšek seznámil na počátku 60. let 20. století a protože se celý svůj dosavadní život zabýval výtvarným uměním (malířstvím) stala se jeho distanční diagnostickou metodou tzv. automatická kresba. Diagnostické kresby nazýval „portréty astrálního těla“ a zachycoval v nich nejen momentální stav vyšetřovaného subjektu, ale i jeho dlouhodobé obtíže, nemoci a dokonce byl údajně schopen předvídat příchod nemocí (dokonce i smrti) a to s časovým předstihem až 6 měsíců. 
Automatická kresba je neovlivnitelná, ruka ji kreslí sama. Musí být celá provedena jedním tahem. Jakmile se rozjedu tužkou po papíře, nepřestanu, dokud kresbu nedodělám. ... Pak teprve přemýšlím o tom, co jsem vlastně vytvořil. Automatickou kresbou se zabývali Modigliani, Mucha nebo Kandinskij, ale nikdo z nich to nedotáhl až do konce, protože nedokázali překonat strach z neznáma.
Karel Kožíšek, „Kniha, která léčí“ (Eminent, Praha 1992)
Karel Kožíšek rozlišoval mezi „kresbou spiritistickou“ (vedena někým) a kresbou automatickou (kresba „volné ruky“). Při kresbě volnou rukou tvoří umělec (nebo senzibil) sám a jeho práce není ničím cizím ovlivňována, a to i když sahá za hranice běžných smyslů, jimiž disponuje. Automatická kresba (podle Karla Kožíška) je „odpovědí“ na dotaz vyslaný do podvědomí malíře. Naopak při spiritistické kresbě ... „je umělec někým, chcete-li duchem, veden. Znamená to, že nekreslí z vlastní vůle a je nucen se postupně podřizovat. Stává se tedy „otrokem“ toho, kdo pracuje s jeho podvědomím.". 

### Vyvolané kresby
Na základě nalezených archeologických pozůstatků (resp. i jen jejich fotografií) dokázal Karel Kožíšek (bez znalosti historie té doby, bez znalosti anatomie) vycítit (k překvapení historiků) události dávno minulé a zobrazit je do tzv. „vyvolaných kreseb“.  To jej přivedlo k hlubšímu studiu anatomie a historie, kterému se příležitostně věnoval. Jeho hlavním (a to nejen esoterickým) přínosem ale byla průkopnická činnost v oblasti a technice automatické kresby.
Pro automatickou kresbu nepotřebujete znát všechny poučky a rady, které se učí na akademii. Ty jsou jen na překážku. Velmi dlouho mi trvalo, než jsem se zbavil základů, které jsem dostal od Franty Myslivce. Když začnete s automatickou kresbou, je nejdříve nutné osekat ze sebe ten krunýř, to bláto, které na sebe člověk nahází studiem teorie, a vrátit se až na počátek, do dětské kresby, oproštěné ode všech pravidel, která dodržuje studovaný malíř.
Karel Kožíšek

### Cesta k léčitelství
Své senzibilní a diagnostické schopnosti postupně rozvíjel Karel Kožíšek dlouhou řadu let a to právě s použitím automatické kresby, jež byla jeho primárním prostředkem. Začínal vnímáním „energie“ z různých předmětů, obrazů, knih a podobně, kdy si uvědomoval, že tato díla si uchovávají „energii“ svého autora, podle toho jak smýšlel a jak žil, a to i dlouho po jeho smrti. Seznámil se s používáním virgule (proutku), později si zkonstruoval dokonce i vlastní „měřidlo“.  Těmito prostředky zjišťoval u obrazů jejich kladné (pravotočivé) nebo záporné (levotočivé) vyzařování energie a její „sílu“.  Zároveň zjistil, že většina umělců, z jejichž prací vyzařovala kladná energie, se zajímala buď o okultní vědy nebo to byli lidé hluboce věřící (například František Kupka[zdroj?], Josef Šíma, Jan Zrzavý).
Proto jsem se začal rovněž zabývat mimosmyslovými jevy, jako je okultismus, spiritismus, telepatie či jasnovidectví. A také nácvikem kresby jedním tahem, což ale bylo možné jen proto, že jsem již absolvoval důkladnou kreslířskou přípravu, za niž vděčím akademickému malíři profesorovi Františku Myslivcovi.
Karel Kožíšek
Později propojil tuto schopnost se svým výtvarným talentem. Po studiu různých duchovních směrů se Karel Kožíšek propracoval až k definici astrálního těla. Nejdříve „diagnostikoval“ osoby kolem sebe, později se okruh rozšířil na známé a jejich známé, posléze pak na umělce z televize a nakonec i na širokou veřejnost. Krom diagnostiky (přítomné osoby nebo „na dálku“) dokázal Karel Kožíšek očišťovat své pacienty během léčitelského procesu i od „negativních energií“ a dodávat jim „energie dobré“.
Aby člověk mohl někomu něco dát, musí sám mít a dostávat. Příliv energie je možno získat prosbou o ni od Boha, či jak kdo chce, třeba z Hlavního vesmírného řádu. Pokud toto energetické vyvážení „léčitel“ nerespektuje, může zničit nejen sám sebe, ale ublížit i druhým.
Karel Kožíšek, „Kniha, která léčí“ (Eminent, Praha 1992)
Právě experimenty v Hustopečích (v letech 1987 až 1991), kdy Karel Kožíšek určoval na dálku diagnózu jemu neznámých pacientů jen na základě jejich písma, fotografie či ústřižků vlasů, prokázaly vysoký stupeň jeho senzibilních vlastností. Tehdejší odborné zdroje uváděly úspěšnost jeho diagnostických a léčebných výsledků kolem 80 až 90 procent.
Důkaz existence bezkontaktní (distanční) diagnostiky za využití automatické kresby je (díky primáři MUDr. Lubomíru Olivovi z hustopečské nemocnice, který Karla Kožíška testoval) znám ve světě pod pojmem „Kožíškův fenomén“.

## Hustopečské experimenty
Primář interního oddělení MUDr. Lubomír Oliva v nemocnici s poliklinikou v Hustopečích u Brna (ve spolupráci s Psychoenergetickou laboratoří (PEL)) v letech 1987 až 1991 prováděl s Karlem Kožíškem testy mentální distanční diagnostiky (bezkontaktní diagnostiky) pomocí automatické kresby. Vzorky (ústřižky vlasů, které si pacienti sami odstřihli) dostával Karel Kožíšek anonymizovaně (pod kódovými čísly) kurýrem z nemocnice (nikdy se osobně nesetkal s diagnostikovanými pacienty, neznal ani jejich základní údaje o pohlaví, věku apod.). K jednotlivým očíslovaným vzorkům pak stanovoval automatickou kresbou diagnózy, stručně je komentoval a svoje postřehy odesílal zpět do nemocnice. Jmenoval nemocné orgány, končetiny, klouby nebo uváděl symptomy nemocí například střevní potíže nebo vysoký krevní tlak. Pracoval s asi 130 základními diagnózami, které kombinoval. Negativa a nemoci se v jeho kresbách projevovaly jako „špína“, to jest tmavé skvrny různého charakteru. Některé pacienty zakreslil v automatické kresbě ve zvláštní spirále, která znamenala, že dotyčný je již mrtev nebo sice žije, ale je blízko smrti. Experiment proběhl na 263 pacientech. V případě diagnóz z ústřižků vlasů dosáhl Karel Kožíšek úspěšnosti 70 procent. U pacientů nakreslených ve „spirále smrti“ byl přesný více než z 90 procent. Během tohoto dlouhotrvajícího experimentu přesnost distanční diagnostiky Karla Kožíška kolísala (některá období byl téměř „neomylný“, jindy tomu bylo naopak). Některé vzácně se vyskytující kombinace diagnóz, detekování amputované nohy, určení metastáz v hlavě či přesné určení termínu úmrtí diagnostikovaného byly silným důkazem Kožíškových sensibilních schopností.

### „Bludný balvan“ za propagaci distanční diagnostiky Karla Kožíška
Jiný názor projevila Komise pro udělování Bludných balvanů při Českém klubu skeptiků Sisyfos, která za rok 2003 udělila zlatý Bludný balvan v kategorii družstev deníku MF Dnes (příloha Zdraví a životní styl) a deníku Rovnost „za nekritickou propagaci alternativní medicíny a za šíření neověřených zpráv a dezinformací“. Jako jeden z příkladů šíření neověřené zprávy a dezinformace byly uvedeny experimenty Karla Kožíška:
| „                    | V distanční diagnóze vynikl i brněnský psychotronik, „mistr podvědomí“ Karel Kožíšek. Pracoval s ústřižky vlasů, které ho stimulovaly k automatické kresbě „astrálního těla“. Z ní vyčetl vše důležité o nositeli vlasů - rozpoznal nádory, amputované končetiny, zda dosud žije nebo zemřel. Spolehlivost diagnóz byla vědecky doložena v legendární Kahudově Psychoenergetické laboratoři. | “ |
| — MF DNES, 23.1.2004 | |   |

## Vydané knihy
- Kožíšek, Karel; Kuchař Jiří. Kniha která léčí. Praha: Eminent, 1992. 86 stran. ISBN 80-900176-4-9.
  - Kniha byla vydána ještě za života Karla Kožíška a byla sestavena jeho vnučkou Kateřinou Ježovou. Jejími podklady byly soukromé poznámky a rozhovory, které jí léčitel během svého života průběžně poskytoval.[13] Jako autor této knihy je oficiálně uváděn Jiří Kuchař. Výpravná publikace obsahuje i přetisky originálů kreseb a maleb Karla Kožíška.[13] Karel Kožíšek uložil svůj odkaz právě do této publikace.[3]

- Ježová, Kateřina. Karel Kožíšek: za hranici rozumu: automatické kresby. Brno: vydáno vlastním nákladem, 1995. 70 stran.
  - Kniha byla vydána vlastním nákladem ještě za života Karla Kožíška.[13] Text zpracovala (tentokráte již oficiálně) jeho vnučka.[13] V knize jsou zachyceny životní osudy Karla Kožíška a jsou zde i reprodukce jeho kreseb.[13]

- Kožíšek, Karol. Za hranici rozumu: praktické použití automatické kresby. Olomouc: Dobra & Fontána, 1998. 232 stran. ISBN 80-86179-05-2.
  - Kniha byla vydána vlastním nákladem (zprostředkovala vnučka Kateřina Ježová) až po smrti Karla Kožíška.[13] Jedná se o přetisk stejnojmenné publikace rozšířený o další informace.[13] Publikace obsahuje i Kožíškovy „vyvolané kresby“.[13]